# Amthof 15 (Alsfeld)

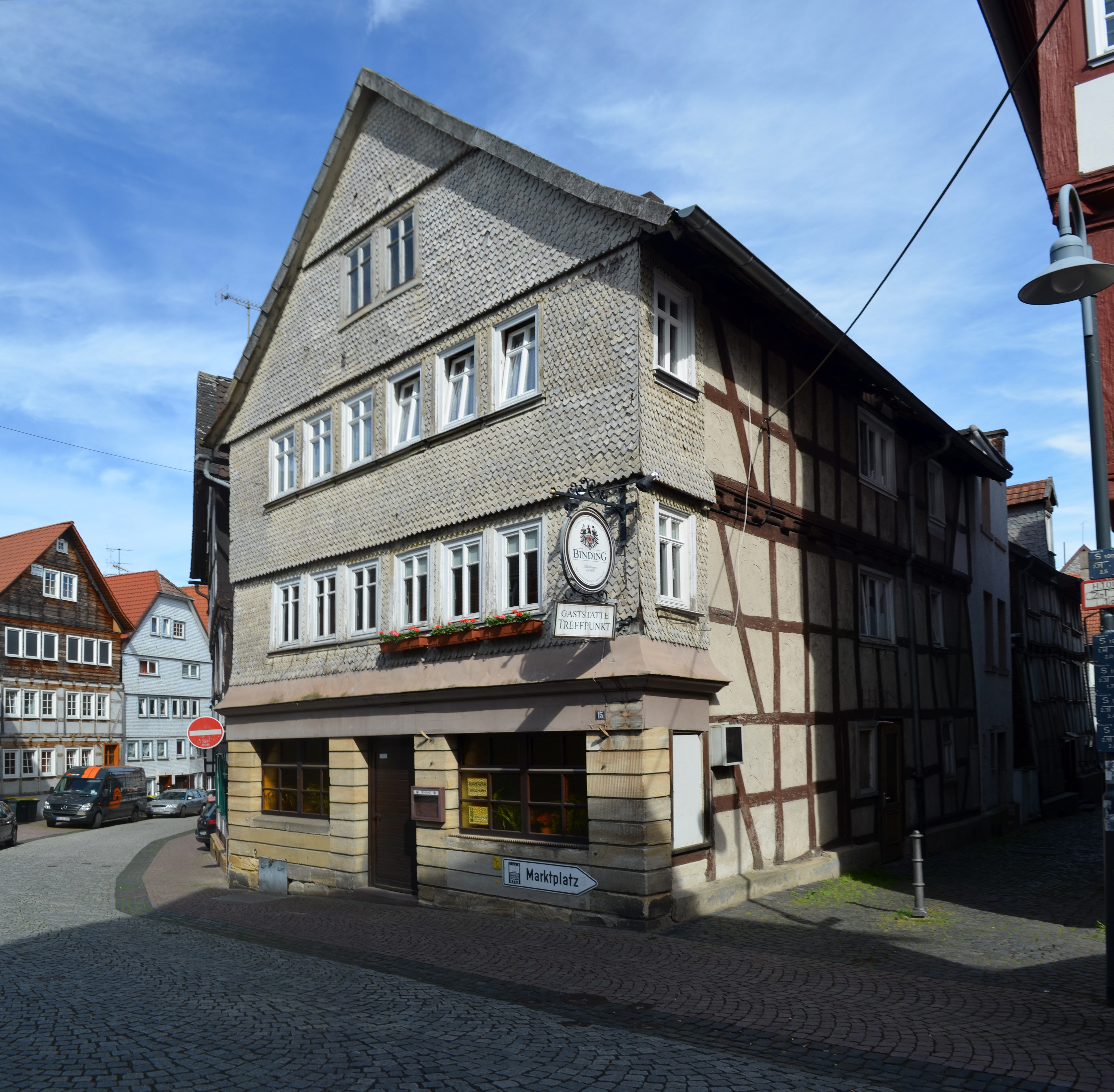
Haus Amthof 15 in Alsfeld

Das Gebäude Amthof 15 in Alsfeld, einer Stadt im Vogelsbergkreis in Hessen, wurde im frühen 16. Jahrhunderts errichtet. Das Fachwerkhaus an der Ecke zur Enggasse ist ein geschütztes Kulturdenkmal.
Die Fachwerkkonstruktion des dreigeschossigen Wohnhauses in Ständer und Rähm-Mischbauweise ist nicht einsichtig, da die Fassade verschindelt wurde. An der Traufseite ist die Ständerkonstruktion sichtbar.
Das Anfang des 18. Jahrhunderts veränderte Erdgeschoss ist mit Blendsteinen versehen.